# Latarnia morska Longships
Latarnia morska Longships – latarnia morska położona na skalistych wysepkach Longships, 2 km na zachód od Land’s End, Kornwalia. 
Historia latarni morskiej w tym położeniu sięga 1791 roku kiedy to Trynity House uzyskało zgodę na postawienie w najbardziej wysuniętym na zachód przylądku Kornwalii latarni morskiej. Na podstawie umowy prawo budowy i prowadzenia latarni otrzymał porucznik Henry Smith, za kwotę 100 funtów rocznie przez 50 lat. Wkrótce po tym rozpoczęto budowę latarni na największej z wysepek Carn Bras, wznoszącą się na 12 metrów nad poziom morza. Pierwsza latarnia morska, zbudowana według projektu architekta Samuela Wyatta, została oddana do użytku 29 września 1795 roku. Miała trzy kondygnacje i położoną 24 metry nad poziomem morza laternę.  Jednak  w ciągu swojego funkcjonowania wielokrotnie światło latarni było gaszone dużymi falami morskimi. Spowodowało to podjęcie decyzji o przebudowie obiektu. 
Zbudowano go z szarego granitu, według projektu sir Jamesa Douglassa i oddano do użytku w 1875 roku. Wieża ma 35 metrów wysokości, a laterna umieszczona jest 35 metrów nad poziomem morza.
W 1988 roku latarnia została całkowicie zautomatyzowana i jest obecnie sterowana z Trinity House Operations & Planning Centre w Harwich. Emitowany sygnał świetlny: jednosekundowy biały błysk co 10 sekund.